# Cilícia romana
Cilícia foi uma antiga província romana localizada na região da Cilícia, na costa mediterrânea da Anatólia, na moderna Turquia. A região foi anexada ao Império Romano em 64 a.C. por Pompeu depois de sua vitória na Terceira Guerra Mitridática e foi subdividida por Diocleciano por volta de 297, permanecendo sob controle romano e bizantino por muitos séculos até finalmente sucumbir à expansão muçulmana no século VIII.
Durante este período, ela teve diversas configurações físicas e administrativas.

## Primeiros contatos e fundação da província (103 –47 a.C.)
A região da Cilícia havia muito tinha se tornado um santuário de piratas que lucrava do comércio de escravos com os romanos. Quando eles começaram a atacar também navios e cidades romanos, o Senado decidiu enviar expedições militares à região para lidar com a ameaça. Foi no decurso de uma delas que a província da Cilícia nasceu.
Partes da Cilícia Pédias (Pedias) tornaram-se território romano ainda em 103 a.C. durante a primeira campanha de Marco Antônio Orador contra os piratas. Apesar de toda a "Cilícia" ter estado sob seu imperium durante seu mandato como propretor da região, apenas uma pequena porção foi de fato transformada numa província na época.
Em 96 a.C., Lúcio Cornélio Sula foi nomeado governador da região, também um propretor, período no qual ele conseguiu impedir uma invasão de Mitrídates II da Pártia. Em 80 a.C., o governador era Cneu Cornélio Dolabela, que foi posteriormente condenado por saquear ilegalmente a província. Seu substituto, em 78 a.C., foi Públio Servílio Vácia Isáurico, que ficou até 74 a.C. e foi encarrado de expulsar os piratas no período. Entre 77 e 76 a.C., ele conseguiu diversas vitórias navais contra eles e conseguiu também ocupar as costas da Lícia e da Panfília. Depois que os piratas se refugiaram em suas fortalezas mais poderosas, Vácia Isáurico começou a tomar as outras, mais fracas, na costa. Ele tomou a cidade de Olimpo e muitas outras, incluindo Fáselis e Córico.
Então, em 75 a.C., ele avançou através dos Montes Tauro (a primeira vez que um exército romano fez isso) e conseguiu derrotar os isáurios que viviam na encosta norte da cordilheira. Ele cercou a principal cidade da região, Isáuria, e conseguiu capturá-la depois de desviar o curso de um rio, privando os defensores de sua única fonte de água. Quando seu mandato terminou, Vácia Isáurico havia organizado o território que capturara e o incorporou à província da Cilícia. De qualquer maneira, a maior parte da Cilícia Pédias ainda era ainda parte do Império Armênio de Tigranes, o Grande, e a Cilícia Traqueia (Trachea) ainda estava nas mãos dos piratas.
Foi somente quando Cneu Pompeu Magno venceu os piratas na decisiva Batalha de Coracésio (na moderna Alanya) em 67 a.C. que eles foram finalmente expulsos e a Cilícia Traqueia foi conquistada. Depois que Pompeu recebeu o comando da Terceira Guerra Mitridática, ele forçou a rendição de Tigranes e conquistou-lhe as porções da Cilícia Pédias que ainda estavam sob controle armênio. Em 64 a.C., Pompeu organizou a criação da nova província da Cilícia e anexou a ela todas as suas conquistas. A capital escolhida por ele foi Tarso. Ele subdividiu a Cilícia em seis partes: Cilícia Campestre, Cilícia Áspera, Panfília, Pisídia, Isáuria e Licônia. Estavam também sob o comando da nova província uma grande parte da Frígia, incluindo o convento jurídico de Laodiceia, Apameia e Sínada.
Em 58 a.C., a ilha de Chipre foi adicionada depois que os romanos tomaram-na do Egito ptolemaico. Esta era a configuração da Cilícia quando Cícero tornou-se procônsul da região entre 51 e 50 a.C. Nesta época, ela já estava dividida em oito conventos (ou fóruns): o convento de Tarso, onde morava o governador; o fórum de Icônio para a Licônia; o Fórum Isáurico (forum Isauricum), provavelmente em Filomélio; o Fórum Panfílio (forum Pamphylium), em local desconhecido; o Fórum Cibirático (forum Cibyraticum) em Laodiceia; os fóruns (fora) de Apameia, Sínada e Chipre.

## Mudanças provinciais (47 a.C.–14 d.C.)
A província foi reorganizada por Júlio César em 47 a.C.. O fórum de Cibira foi anexado à província da Ásia juntamente com grande parte da Pisídia, Panfília e, provavelmente, os conventos de Apameia e Sínada. Novas mudanças foram feitas por Marco Antônio em 36 a.C., quando ele presenteou Chipre e a Cilícia Áspera (Aspera) a Cleópatra e a Frígia oriental (incluindo Licônia, Isáuria e Pisídia) ao rei da Galácia, Amintas.
Em 27 a.C., o imperador romano Augusto também reorganizou o território da Cilícia, reduzindo-o ainda mais. Chipre tornou-se uma nova província; a Panfília, juntamente com Isáuria e Pisídia, formaram a nova província da Galácia depois da morte de Amintas em 25 a.C., à qual a Licônia também foi anexada. O resultado foi que a Cilícia acabou reduzida às originais regiões de Campestre (Campestris) e Áspera e foi rebatizada de Síria-Cília Fenícia, uma província imperial administrada por um legado augusto propretor (legatus augusti pro praetore) de nível consular.
Governar a região montanhosa da Cilícia (Cilícia Traqueia; Cilicia Trachea) não era tarefa fácil e, por isso, os romanos permitiram que príncipes locais a administrassem. Três dinastias locais independentes emergiram. Uma foi a da cidade de Olba, nas montanhas entre Soli e Cinda, governada por sacerdotes dinásticos. Uma segunda apareceu na região da Cilícia Áspera - que Marco Antônio havia dado a Cleópatra - que foi entregue por Augusto a Arquelau da Capadócia em 25 a.C. Finalmente, um pequeno reino se consolidou nos Montes Amanos, no leste, sob o comando de Tarcondimoto.

## Principado (14 – 297)
Em 72, durante o reinado de Vespasiano, os três pequenos reinos foram abolidos e seus territórios foram fundidos ao da província da Cilícia-Síria Fenícia. Na época de Caracala, o governador proconsular passou a ser chamado de consular (consularis) e a região ostentava 47 cidades.

## Tetrarquia e período bizantino (297 –c.720)
Em algum momento durante as reformas de Diocleciano (r. 284–305), provavelmente por volta de 297, a Cilícia foi dividida em três partes:
- Cilícia Prima (ou Cilícia I), governada por um consular e capital em Tarso
- Cilícia Secunda (ou Cilícia II), sob um praeses, com capital em Anazarbo
- Isáuria (a antiga região da Cilícia Áspera, também governada por um praeses e com capital em Selêucia

As três foram subordinadas à Diocese do Oriente da Prefeitura pretoriana do Oriente.
A Cilícia propriamente dita permaneceu sob controle dos bizantinos até o início do século VII, quando a região foi conquistada pelo Califado Omíada e tornou-se um território fortificado de fronteira (tugur). Contudo, a região já estava quase que completamente despopulada em meados do século VII e formava uma terra de ninguém entre o Império Bizantino e o Califado. A porção ocidental da antiga província permaneceu sob controle bizantino e foi incorporada ao Tema Cibirreota.

## Sés episcopais
A Cilícia romana tinha diversas comunidades cristãs e é mencionada seis vezes nos Atos dos Apóstolos e uma na Epístola aos Gálatas (Gálatas 1:21). Depois que o cristianismo tornou-se a religião estatal do Império Romano, no século IV, a Cilícia foi subordinada ao patriarca de Antioquia.
As sés episcopais da província e que aparecem no Annuario Pontificio como sés titulares são:
- Cilícia Prima
  - Adana
  - Égeas (Ayaş, Ancara)
  - Augusta (ruínas em Toprakkale, Osmaniye)
  - Córico
  - Malo (Mallus)
  - Pompeópolis
  - Eleussa Sebaste
  - Zefírio[8]

- Cilícia Secunda
  - Egas
  - Alexandria na Cilícia (Iskenderun)
  - Anazarbo
  - Castabala
  - Citidiópolis
  - Epifânia na Cilícia
  - Flávias
  - Irenópolis na Cilícia
  - Mopsuéstia
  - Rosso

Os bispos das várias dioceses da Cilícia estavam bem representados no Primeiro Concílio de Niceia em 325 e nos concílios ecumênicos posteriores